# Venningpark

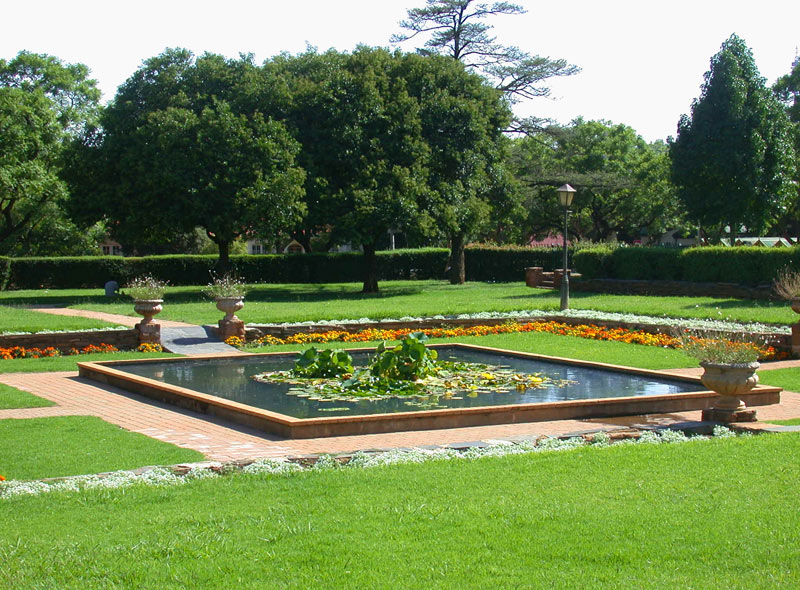
gezonken tuin in het park

Het Venningpark is een park in Arcadia in de Zuid-Afrikaanse hoofdstad Pretoria. Het park is ongeveer 3 hectare groot en heeft een verscheidenheid aan Afrikaanse planten.

## Ligging
Het park is gelegen tussen de hoofdstraten Pretoriusstraat en Schoemanstraat en de zijstraten Eastwoodstraat en Farendenstraat. In het westen van het park ligt de verzonken tuin (Zie foto) en een theetuin, Heavenly Rose Café genaamd. Het park is in het oosten versierd met dadelpalmen en rozentuinen. Aan het park ligt de Amerikaanse ambassade en het Hoog-Indische commissariaat. Deze omgeving wordt regelmatig beplant met eenjarige bomen.

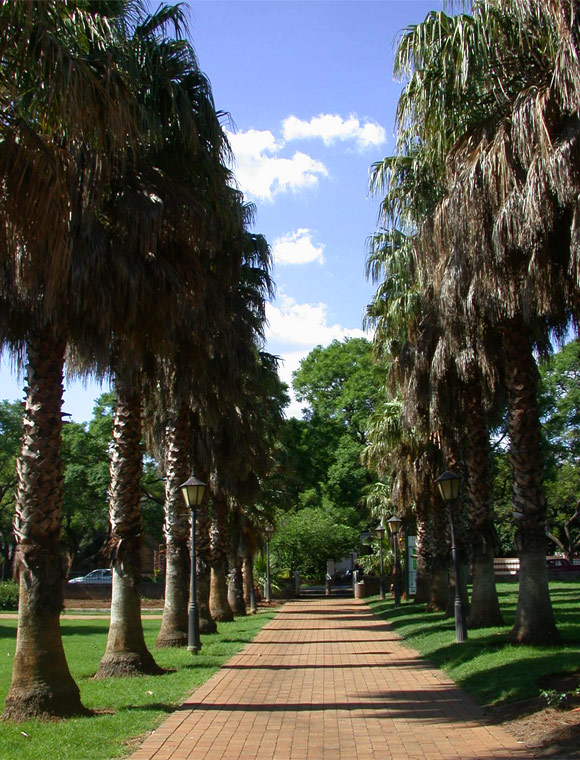
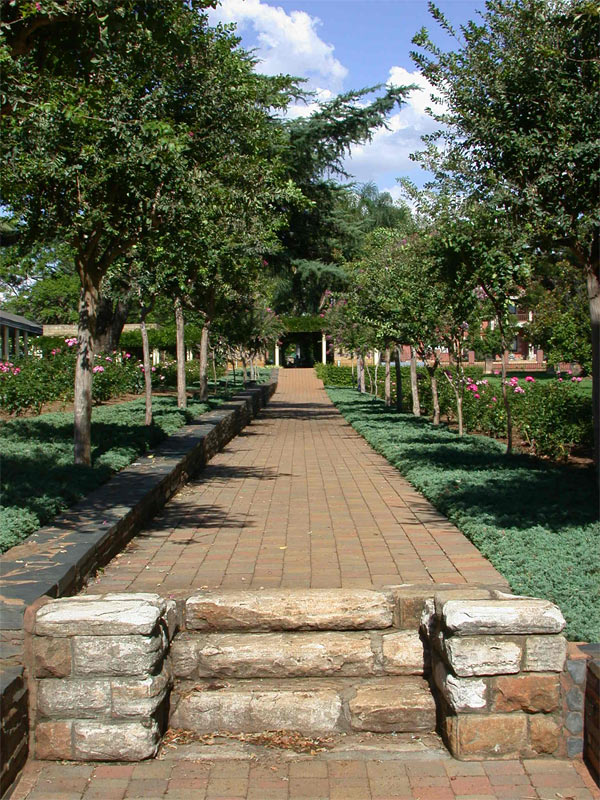
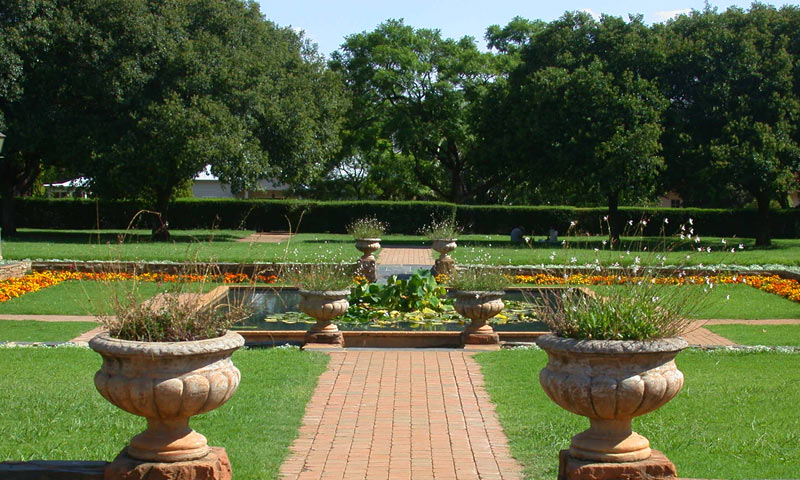